# Tarpon atlantycki
Tarpon atlantycki, tarpon (Megalops atlanticus) – gatunek elopsokształtnej ryby amfidromicznej z rodziny tarponowatych (Megalopidae). 

## Zasięg występowania
Atlantyk od Francji i Karoliny Północnej po Angolę i Argentynę. Przez Kanał Panamski przedostał się do Pacyfiku.
Żyje w wodach przybrzeżnych, na rafach, w lagunach i zatokach, często wchodzi do wód słodkich. W słabo natlenionych wodach oddycha powietrzem atmosferycznym za pomocą pęcherza pławnego. Zazwyczaj przebywa na głębokości do 15 m, maksymalnie do 30 m.

## Charakterystyka
Dorasta do 250 cm długości i 161 kg masy ciała. Łuska duża, do 10 cm średnicy.

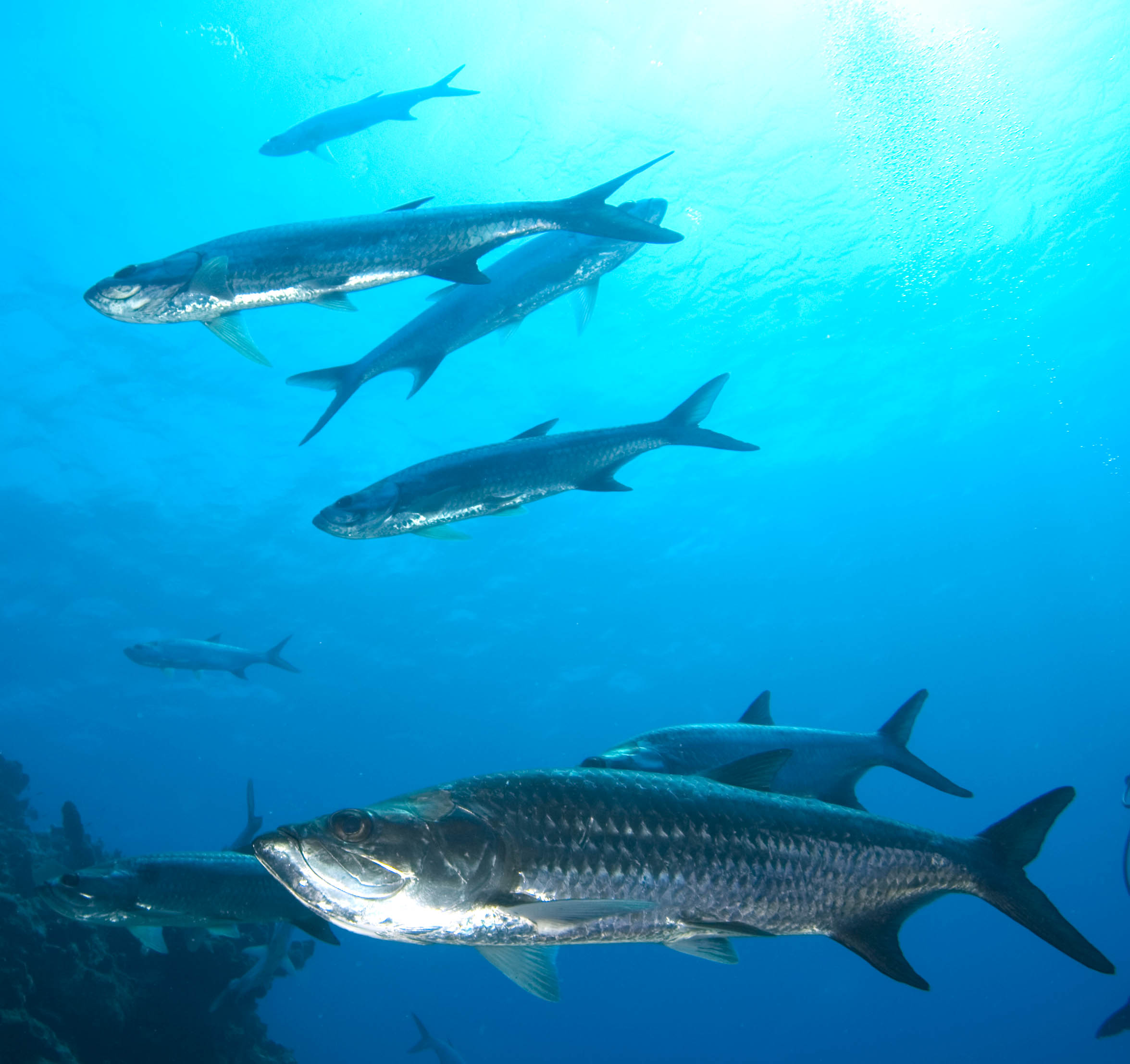
Tarpon w warunkach naturalnych